# Millennium Park

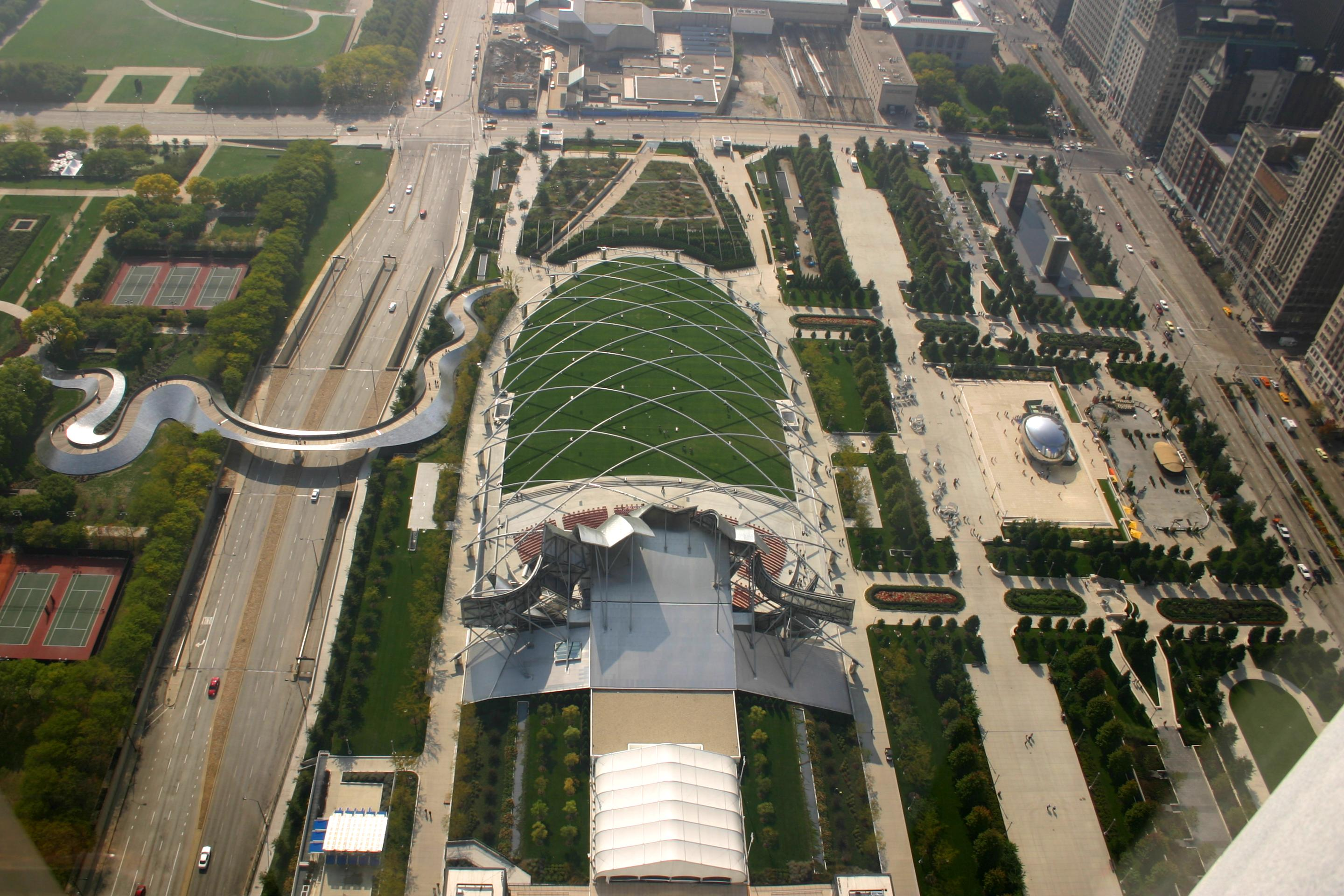

Millennium Park je veřejný park v Chicagu, v Illinois, v USA. Byl původně určen pro oslavu milénia. Jedná se o významné kulturní středisko v blízkosti pobřeží Lake Michigan, které pokrývá severozápadní část Grant Park. Tato oblast byla dříve obsazena parky, vlakovým nádražím, a parkovišti. Park, který je ohraničen Michigan Avenue, Randolph Street, Columbus Drive a East Monroe Drive.

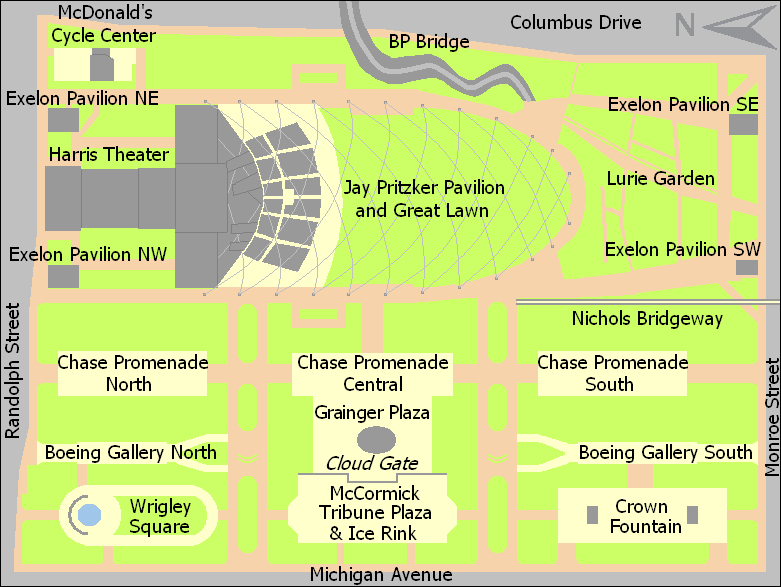
Mapa parku

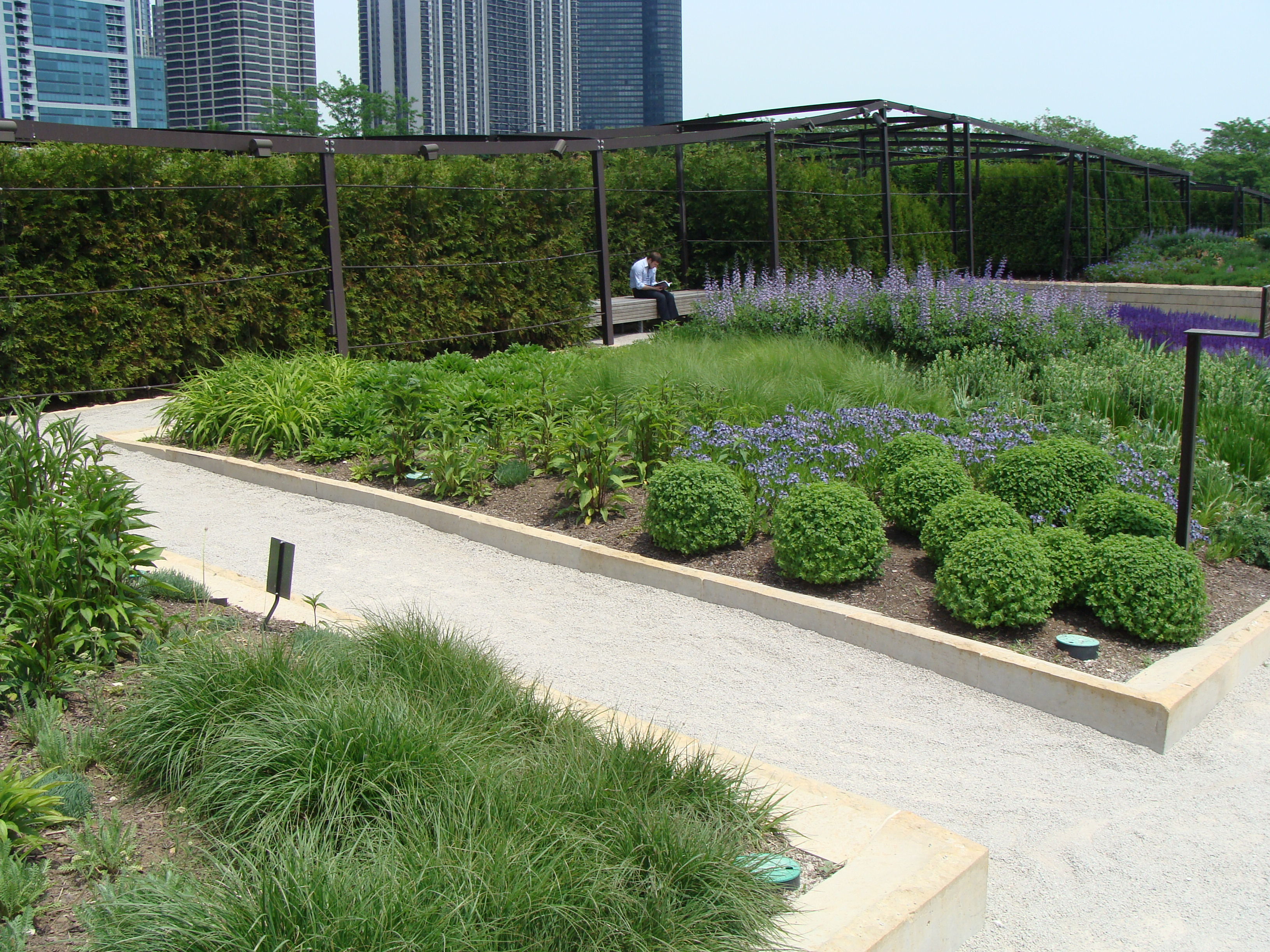
Lurie Garden, konstrukce na okraji slouží k neustálému prořezávání živých plotů.

## Lurie Garden
Lurie Garden je pozemek o velikosti 10.000 m2 (2,5-akrů), upravený jako veřejná zahrada. Nachází se na jižním konci Millenium Park. Úprava byla navržena architekty Kathryn Gustafson, Piet Oudolf, a Robert Izraeli. Zahrada byla otevřena 16. července 2004. Na zahradě je výsadba kombinace trvalek, cibulovin, travin, keřů a stromů.  Je největší zelenou střechou na světě. Založení zahrady stálo 13.200.000 dolarů a 10 milionů dolarů jsou roční náklady na údržbu.

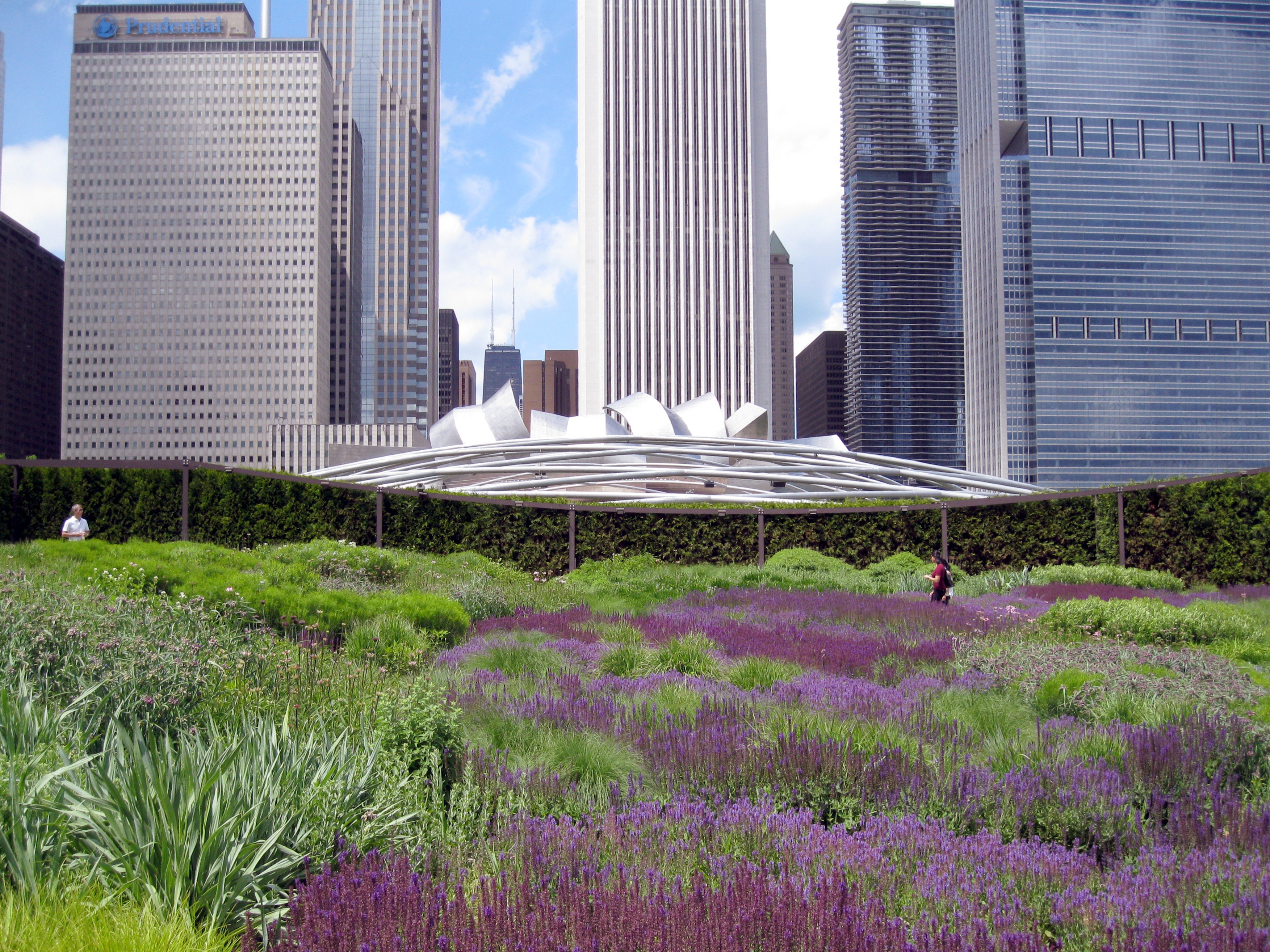
Lurie Garden

Zahrada byla pojmenována po filantropovi Ann Lurie, který nadaci dotoval darem 10.000.000 dolarů.
Mottem zahrady je "Urbs in Horto", latinsky "Město v zahradě".
Lurie Garden je složena ze dvou „druhů desek“. Tmavá část líčí historii Chicaga, a je upravena z kombinace stromů, které se poskytují stín podrostu. Světlá „tabule“ je místo kde chybí stromy, a představují budoucnost města je osázena světlomilnými trvalkami.

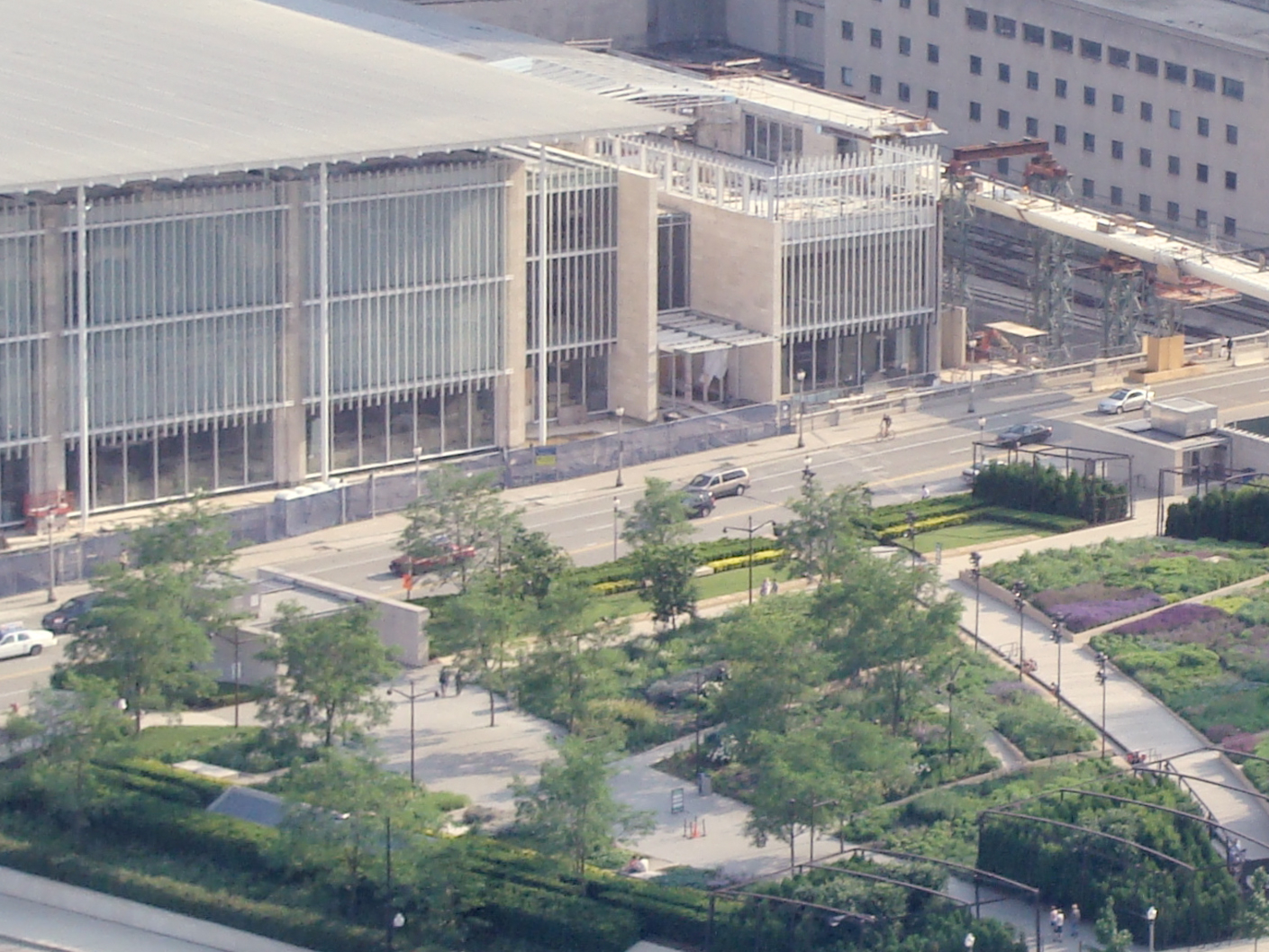

### Design
Kathryn Gustafson, krajinná architektka, obecně známá pro své sochařské úpravy parků a tvorbu živých vodních prvků, zvláště londýnské fontány Diana, Princess of Wales Memorial Fountain, , a Izraeli, proslulý osvětlovací designér a scénograf,, vymezili tematické koncepty, jako je například umístění cest, a tvary záhonů s trvalkami. Oudolf, nizozemský mistr trvalek,  navrhl květinové záhony, které obsahují 26.000 vytrvalých rostlin, zahrnující 250 odrůd domácích prériových rostlin. Zahrada byla navržena se čtyřmi hlavními komponentami: ohrazující keře, světlá tabule, tmavá tabule a spojující cesta.
Živé ploty z keřů na severu a západní straně zahrady, pomáhají chránit trvalky před průchodem chodci. Kovová konstrukce na okraji slouží k neustálému prořezávání živých plotů. Kromě symboliky Carla Sandburga, ohrazení západní strany rovněž tvoří topiary odkazující na řeckou mytologii.

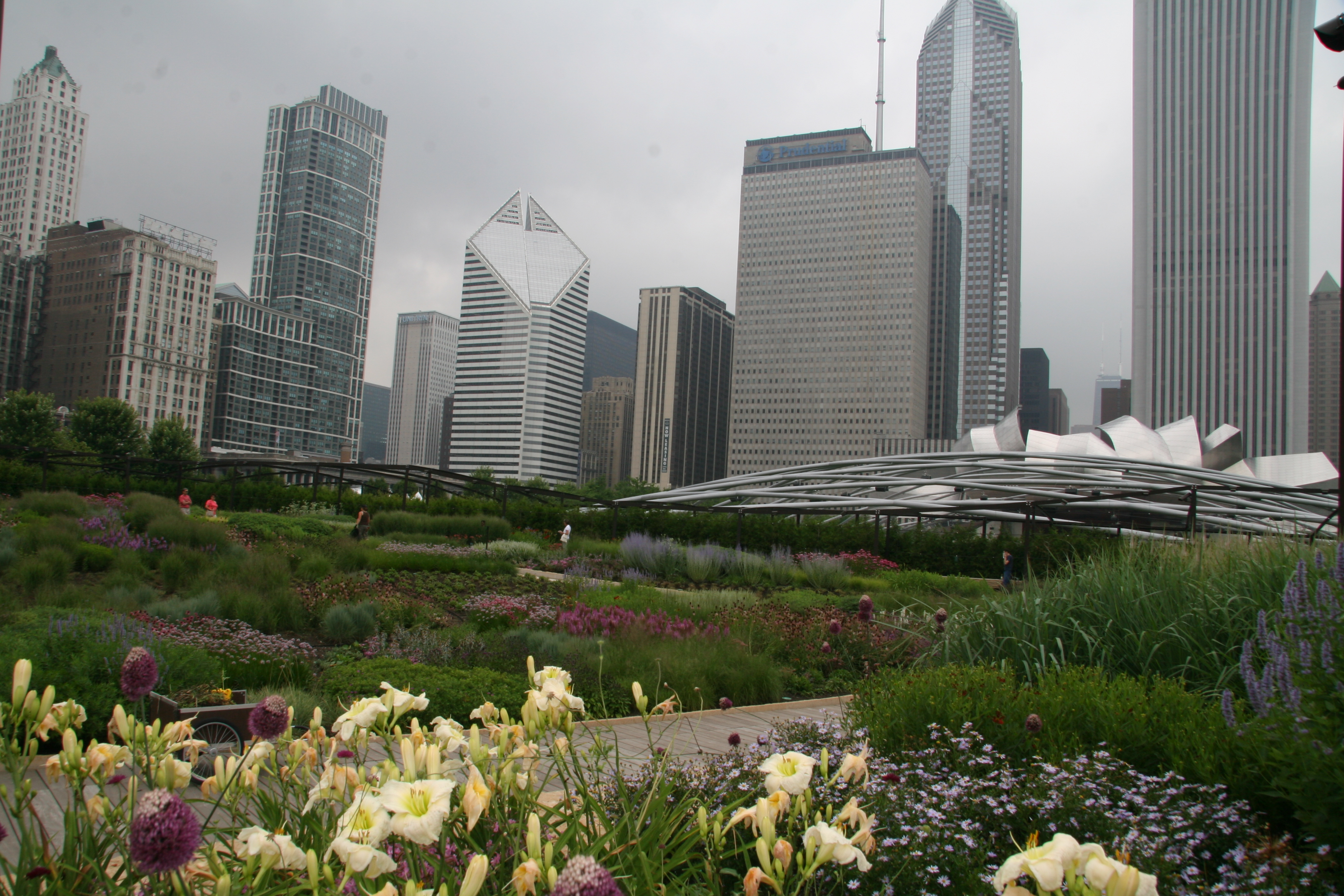

Lurie Garden je diagonálně dělená promenáda, která představuje přirozenost jezera Michigan, které ještě půlí Grant Park. Chodníky dělí zahradu na dvě části („tabule“), z nichž jedna obsahuje tlumené barvy, další světlé barvy,, zatímco paralelní linie staré Illinois Central Railroad opěrné zdi. Tmavá tabule představuje historii Chicaga, zatímco světlo tabule představuje budoucnost Chicaga. Úhlopříčně tabule rozděluje, dřevěný chodník sloužící jako vymezení mezi dvěma epochami vývoje krajiny v Chicagu. Také slouží jako připomínka doby, kdy v Chicagu byly chodníky pro pěší přes bažiny.

### Ocenění
Vzhled zahrady je výsledkem mezinárodní soutěže, která proběhla od srpna do října 2000. Soutěži byla dokončena v červnu 2004. Mezi účastníky soutěže byli Louis Benech, Dan Kiley, George Hargreaves, Jeffrey Mendoza a Michael Van Valkenburgh.
Zahrada získala řadu ocenění: Best Public Space Award by Travel + Leisure, 2005; Intensive Industrial Award by Green Roofs for Healthy Cities, 2005, Award of Honor by WASLA Professional Awards, 2005; Institute Honor Awards for Regional & Urban Design, American Institute of Architects, 2006 (Millennium Park);  a Award of Excellence, American Society of Landscape Architects Professional Awards, 2008.
Green Roofs for Healthy Cities se domnívá, parku, že je největší zelenou střechou na světě, neboť ocelové a betonové konstrukce pokrývají celý prostor nad tratěmi Illinois Central Railroad.